# Хасан Кучак
Хасан Кучак (перс. حسن کوچک; бл. 1319 — 15 грудня 1343) — чобанідський правитель північної Персії у XIV столітті.

## Життєпис
Батько Хасана, Тімертеш, був страчений Мамелюками 1328 року. Сходження його сина до влади почалось за три роки після смерті останнього могутнього Ільхана, Абу-Саїда. Тоді, 1336 року, джалаїрський султан Тадж ад-дін Хасан Бузург фактично захопив західну Персію, поставивши на трон Мухаммед-хана. Хасан тим часом намагався об'єднати розрізнену родину Чобанідів. Йому вдалось зібрати велике військо й 16 липня 1338 року здобути перемогу над Хасаном Бузургом. Після цього Чобаніди повалили та стратили Мухаммед-хана й захопили район навколо Тебриза.
Упродовж наступного року Хасан Кучак був змушений відбивати атаки Тога-Темура. 26 червня 1340 року Хасан знову переміг Джалаїридів.
За часів правління Хасана Кучака не всі Чобаніди залишались йому відданими. Сурган, невдоволений діями еміра щодо його матері, перейшов на бік Хасана Бузурга. Невдовзі до союзу двох правителів приєднались правитель Діярбакира і султан аль-Наср. Однак Хасан Кучак зумів частково зруйнувати альянс, і в результаті Мамелюки припинили підтримувати Сургана.
Хасан Кучак був убитий своєю дружиною наприкінці 1343 року. Дослідники припускають, що вона наважилась на вбивство через страх того, що чоловік довідається про її подружню зраду. Оскільки Хасан не мав прямих нащадків, Малек Асраф і Ягі Басті з Сурагном розділили володіння Чобанідів.